# Arcangelo Madrignano
Arcangelo Madrignano (falecido em 1529) foi um prelado católico romano que serviu como bispo de Avellino e Frigento (1510–1516).).

## Biografia
No dia 18 de agosto de 1516, Arcangelo Madrignano foi nomeado durante o papado de Leão X como Bispo de Avellino e Frigento, onde serviu como bispo até à sua renúncia a 28 de março de 1520. Faleceu em 1529.